# Nature Boy/Lost April
Nature Boy/Lost April è un singolo di Nat King Cole, pubblicato su 78 giri a marzo 1948.

## Descrizione
Il brano sul lato A, Nature Boy, è uno dei più noti tra quelli incisi da Nat King Cole; fu registrato il 22 agosto 1947 insieme all'orchestra diretta da Frank De Vol, l'arrangiatore della Capitol Records.. Le prime due battute della melodia si rifanno a quella del secondo movimento nel Quintetto per piano nº 2 del compositore Antonín Dvořák (1887)..
Il brano sul retro, Lost April, fu invece registrato con l'orchestra diretta da Carlyle Hall e la partecipazione del Nat King Cole Trio, e venne inserita nella colonna sonora del film La moglie del vescovo di Henry Koster.
Il 78 giri entrò per la prima volta nella classifica statunitense Billboard 100 il 16 aprile 1948 e vi rimase 15 settimane, raggiungendo la 1ª posizione. Giunse invece al 2º posto nella classifica dei singoli di R&B. Vendette un milione di copie nel 1948 e fu per Billboard il disco dell'anno.

## Tracce
1. Nature Boy (Eden Ahbez)
2. Lost April (testo: Eddie Delange – musica: Emil Newman e Herbert Winfield Spencer)

## Formazione
In Lost April: The Nat King Cole Trio
- Nat King Cole - voce, pianoforte
- Johnny Miller - contrabbasso
- Irving Ashby -  chitarra